# Баталёр
Баталёр или баталер (от нидерл. bottelier — виночерпий) — флотский нестроевой нижний чин в Российской империи и республике, а также флотская воинская должность в РСФСР, СССР и Российской Федерации.
В российском флоте баталёры ведают вещевым, денежным и пищевым довольствием личного состава подразделений военно-морского флота (кораблей и береговой службы).

## История
Специальный унтер-офицерский чин нестроевого состава (устар. «ботелер») был введён в Российском императорском флоте (РИФ) в начале XVIII века Петром I. Тогда же был введён чин «унтер-баталер» (устар. «ундер-ботелер») рангом ниже, а также «баталерский юнга».
Чин предназначался для военнослужащих унтер-офицерского состава, исполнявших обязанности помощников судовых комиссаров по заведованию денежным довольствием, провиантом и обмундированием команды. В ведении баталера мог находиться унтер-баталер или баталерский юнга из матросов, не прошедших специального курса обучения. В разных вариациях чин просуществовал до 1917 года, и был упразднён после Октябрьской революции.
В начале XIX века в Российском императорском флоте для баталеров были установлены следующие специальные военные чины нестроевого состава:
- старший баталер — соответствовало чину кондуктор строевого состава;
- баталер 1-й статьи — соответствовало чину боцманмат строевого состава;
- баталер 2-й статьи — соответствовало чину квартирмейстер строевого состава.

Согласно «Своду морских постановлений» РИФ, баталёрские чины предназначались для нестроевых унтер-офицеров флота, заведовавших продовольственным и вещевым снабжением экипажей кораблей и береговых флотских команд. Баталерами на русском императорском флоте становились путём прохождения избираемыми для этой цели матросами (в течение шести зимних месяцев) курса обучения в особой «школе писарей и содержателей», по окончании которой нижний чин, успешно сдавший экзамены, получал право на производство в баталеры 2-й статьи, которые в течение своей службы могли быть повышены в баталеры 1-й статьи. Далее на общих для кондукторов флота основаниях они производились в старшие баталеры — кондукторы. Претендент на должность баталер избирался (представлялся) ревизором и утверждался командиром флотской части.
В РККФ РСФСР, ВМС РККА и ВМФ СССР одноимённая воинская должность до 1943 года относилась к младшему начальствующему составу, затем (как и впоследствии в ВМФ России) — к сержантскому и старшинскому составу.